# Cestice
Cestice (em húngaro: Szeszta) é um município da Eslováquia, situado no distrito de Košice-okolie, na região de Košice. Tem 13,03 km² de área e sua população em 2018 foi estimada em 854 habitantes.

## Demografia
| Ano:        | 1994 | 2004   | 2014   | 2024   |
| ----------- | ---- | ------ | ------ | ------ |
| Broj ljudi: | 752  | 795    | 848    | 853    |
| Razlika:    |      | +5,71% | +6,66% | +0,58% |

| Ano:               | 2023 | 2024   |
| ------------------ | ---- | ------ |
| Número de pessoas: | 834  | 853    |
| Diferença:         |      | +2,27% |